# La Vallée-Mulâtre
La Vallée-Mulâtre é uma comuna francesa na região administrativa de Altos da França, no departamento de Aisne. Estende-se por uma área de 5,28 km². Em 2010 a comuna tinha 148 habitantes (densidade: 28 hab./km²).